# Логан-Крік (Невада)
Логан-Крік (англ. Logan Creek) — переписна місцевість (CDP) в США, в окрузі Дуглас штату Невада. Населення — 40 осіб (2020).

## Географія
Логан-Крік розташований за координатами 39°3′54″ пн. ш. 119°55′28″ зх. д. / 39.06500° пн. ш. 119.92444° зх. д. (39.065040, -119.924341).  За даними Бюро перепису населення США в 2010 році переписна місцевість мала площу 4,68 км², з яких 4,54 км² — суходіл та 0,14 км² — водойми.

## Демографія
Згідно з переписом 2010 року, у переписній місцевості мешкало 26 осіб у 14 домогосподарствах у складі 9 родин. Густота населення становила 6 осіб/км².  Було 31 помешкання (7/км²).
Расовий склад населення:
| - 96,2 % — білих - 3,8 % — осіб інших рас |

До двох чи більше рас належало 0,0 %. Частка іспаномовних становила 3,8 % від усіх жителів.
За віковим діапазоном населення розподілялося таким чином: 0,0 % — особи молодші 18 років, 57,7 % — особи у віці 18—64 років, 42,3 % — особи у віці 65 років та старші. Медіана віку мешканця становила 63,0 року. На 100 осіб жіночої статі у переписній місцевості припадало 85,7 чоловіків;  на 100 жінок у віці від 18 років та старших — 85,7 чоловіків також старших 18 років.
Цивільне працевлаштоване населення становило 0 осіб. 